# Південний Вайнштрассе (район)
Південний Вайнштрассе (нім. Südliche Weinstraße) — район у Німеччині, у складі федеральної землі Рейнланд-Пфальц. Районний центр — місто Ландау, яке адміністративно до складу району не входить.

## Населення
Населення району становить 110 783 осіб (станом на 31 грудня 2020).

## Адміністративний поділ
Район складається з 75 міст і громад (нім. Gemeinden), об'єднаних в 7 об'єднань громад (нім. Verbandsgemeinden).
Дані про населення наведені станом на 31 грудня 2020. Зірочками (*) позначені центри об'єднань громад.
| - 1. Аннвайлер-ам-Тріфельс 1. Альберсвайлер (1975) 2. Аннвайлер-ам-Тріфельс (місто) * (7085) 3. Вальдгамбах (371) 4. Вальдрорбах (380) 5. Вернерсберг (1093) 6. Госсерсвайлер-Штайн (1410) 7. Дернбах (452) 8. Зільц (737) 9. Мюнхвайлер-ам-Клінгбах (217) 10. Ойсерталь (877) 11. Рамберг (938) 12. Ріннталь (691) 13. Фелькерсвайлер (545) - 2. Бад-Бергцаберн 1. Бад-Бергцаберн (місто) * (8271) 2. Барбельрот (664) 3. Белленборн (228) 4. Біркенгердт (623) 5. Гергерсвайлер (228) 6. Гляйсцеллен-Гляйсгорбах (811) 7. Дерренбах (903) 8. Дірбах (548) 9. Капеллен-Друсвайлер (972) 10. Капсваєр (926) 11. Клінгенмюнстер (2267) 12. Нідергорбах (468) 13. Нідероттербах (343) 14. Обергаузен (450) 15. Обероттербах (1105) 16. Обершлеттенбах (143) 17. Пляйсвайлер-Обергофен (835) 18. Фордервайденталь (580) 19. Швайген-Рехтенбах (1342) 20. Швайгофен (588) 21. Штайнфельд (1820) - 3. Еденкобен 1. Альтдорф (898) 2. Бебінген (748) 3. Буррвайлер (793) 4. Вайгер-ін-дер-Пфальц (533) 5. Гайнфельд (862) 6. Гляйсвайлер (606) 7. Гоммерсгайм (1560) 8. Гросфішлінген (617) 9. Еденкобен (місто) * (6698) 10. Едесгайм (2408) 11. Кляйнфішлінген (320) 12. Родт-унтер-Рітбург (1198) 13. Рошбах (856) 14. Феннінген (920) 15. Флемлінген (398) 16. Фраймерсгайм (Пфальц) (992) | - 4. Герксгайм 1. Герксгайм-бай-Ландау/Пфальц * (10652) 2. Герксгаймвайгер (550) 3. Інсгайм (2125) 4. Рорбах (1817) - 5. Ландау-Ланд [Центр: Ландау] 1. Бехінген (729) 2. Біллігайм-Інгенгайм (3785) 3. Бірквайлер (694) 4. Вальсгайм (603) 5. Геклінген (892) 6. Гойхельгайм-Клінген (833) 7. Ешбах (637) 8. Зібельдінген (1003) 9. Ільбесгайм-бай-Ландау-ін-дер-Пфальц (1153) 10. Імпфлінген (902) 11. Кнерінген (454) 12. Ляйнсвайлер (502) 13. Раншбах (625) 14. Франквайлер (851) - 6. Майкаммер 1. Занкт-Мартін (1670) 2. Кіррвайлер (Пфальц) (2012) 3. Майкаммер * (4364) - 7. Оффенбах-ан-дер-Квайх 1. Борнгайм (1566) 2. Гохштадт (Пфальц) (2541) 3. Ессінген (2241) 4. Оффенбах-ан-дер-Квайх * (6289) |